# 謝萬
謝萬（320年—361年），字萬石，陳郡陽夏（今河南太康）人。晉朝名士，謝裒之子，謝奕及謝安弟。曾接替謝奕為豫州刺史，並領導北伐，但終失敗而還，被廢為庶人。

## 生平
謝萬才能和器量皆優異出眾，雖然器量仍不及謝安，但因擅長展現自我，故此早有聲譽。成年後，撫軍將軍司馬昱輔政，因聽聞謝萬的名氣，故此召他為其從事中郎。後遷吳興太守。
昇平二年（358年），任安西將軍、豫州刺史的哥哥謝奕去世，謝萬任西中郎將，持節監司、豫、冀、并四州諸軍事，兼任豫州刺史。然而，當時王羲之就認為以謝萬出鎮豫州，領導軍隊北伐的決定是違才易務，曾寫信勸說桓溫不要以謝萬外鎮，但桓溫沒有接納王羲之的建議。王羲之當時亦寫信給謝萬，勸他要與士卒們同甘共苦，但謝萬不能這樣作，雖然肩負北伐大任，然而仍表現得高傲豪縱，毫不安撫士眾。謝安見此十分憂心，不但親自慰問和勉勵謝萬的部下，更要謝萬與手下將帥們多見面、聚餐談話，不要再表現得那麼高傲。然而，當謝萬與眾將聚餐時，卻無話可說，只拿著如意指著眾將說：「諸將皆勁卒。」因為兵、卒是最低下的軍階，既為將帥，被以兵卒稱呼是一種羞辱，故眾將聽後對謝萬更為忿恨。
升平三年（359年），謝萬與北中郎將郗曇兵分兩路，北伐前燕。謝萬先遣征虜將軍劉建修治馬頭新城，自己就親率部眾打算支援洛陽。然而及後郗曇因病而退屯彭城，謝萬卻以為對方是因前燕兵強而退，於是倉卒退兵，士眾於是自行潰敗，謝萬亦隻身狼狽逃還，其間部下卻打算趁謝萬兵敗而殺了他，只因念及謝安，才沒有實行。然而謝萬這次潰敗卻令許昌、潁川、譙郡、沛郡等豫州各郡落入前燕之手，故謝萬回時就被废為庶人。
升平五年（361年），朝廷重召謝萬為散騎常侍，適逢謝萬逝世，享年四十二歲，朝廷亦以散騎常侍作為其贈官。

## 性格特徵
- 謝萬貪睡，謝安手叩屏風呼他起床[5]。
- 謝萬長於議論亦能寫文章，曾經以漁父、屈原、司馬季主、賈誼、楚老、龔勝、孫登及嵇康八個隱士和顯士寫了《八賢論》，又以此文給孫綽看並與其辯論。
- 謝萬曾與蔡系等人一同到征虜亭送別支遁，期間謝萬乘蔡系離座而坐了蔡系的位置，更接近支遁。蔡系回來後竟連著坐墊推了謝萬下地，自己坐回那個位置。謝萬倒地弄得帽和頭巾都歪了，但就慢慢站起來，揚一揚衣服就找位置坐下，神情都很平和，並沒有憤怒或沮喪的樣子。坐好後，謝萬就說：「你是奇人呀，差點就弄傷我的臉。」蔡系答:「我從來就沒考慮過你的臉。」二人對此都沒有介意，於是受當時人亦稱許。[6]

## 評論
- 殷浩：「文理轉遒，成殊不易」[7]
- 桓溫：「萬石撓弱凡才，有何嚴顏難犯！」[8]
- 王羲之：「在林澤中，為自遒上。」[6]
- 謝玄：「中郎衿抱未虛，復哪得獨有。」[9] 指斥謝萬心胸狹窄，不夠謙虚。

## 家庭

### 兄弟
- 謝奕，謝萬長兄，東晉安西將軍、豫州刺史
- 謝據，謝萬次兄，早卒
- 謝安，謝萬三兄，東晉太保、衞將軍、都督十五州諸軍事
- 謝石，謝萬五弟，東晉衞將軍、尚書令
- 謝鐵，謝萬六弟，東晉永嘉太守

### 夫人
- 王荃，东晋散骑常侍、卫将军、尚书令、蓝田简侯王述之女[10]

### 子女
- 謝韶，謝萬子，少知名，官至車騎司馬，早卒
- 謝氏，謝萬女，嫁王珣，後離婚

## 延伸阅读
[在维基数据编辑]
 《晉書·卷079》，出自房玄齡《晉書》